# Szkoła Podstawowa nr 3 im. Józefa Piłsudskiego w Przeworsku
Szkoła Podstawowa nr 3 im. Józefa Piłsudskiego w Przeworsku – placówka edukacyjna kontynuująca tradycje założonej w 1870 Szkoły w Gorliczynie.

## Historia
Działkę przy obecnej ulicy Jedności pod budowę Szkoły w Gorliczynie przekazał w 1870 Książę Tarnowski. Wzniesiono wówczas drewniany budynek - nauka odbywała się w jednej izbie.
Po II wojnie światowej szkoła dysponowała 4 salami lekcyjnymi, lecz w jedynie dwóch odbywała się nauka, gdyż dwa pozostałe pomieszczenia zajmowane były przez oddziały Armii Czerwonej. Szkoła miała początkowo drugi stopień nauczania z częściowym wykonywaniem stopnia trzeciego. Po jakimś czasie placówka stała się szkołą z trzecim stopniem nauczania.
Potrzeba stworzenia lepszych warunków do nauki spowodowała podjęcie starań o rozbudowę szkoły. W 1956 rozpoczęto naukę w nowym budynku zlokalizowanym w Gorliczynie, przy trasie Przeworsk-Lublin.
W 1977 włączono część wsi Gorliczyna do miasta Przeworska. Szkoła przeszła pod jurysdykcję władz miejskich. Zmieniono nazwę placówki na: Szkoła Podstawowa nr 3 w Przeworsku, zaś adres na: ul. Gorliczyńska 148.
W 1990 powołano Społeczny Komitet Rozbudowy Szkoły, którego celem była budowa pełnowymiarowej sali gimnastycznej wraz z zapleczem. Dzięki wsparciu Urzędu Miasta Przeworska w 1995 oddano do użytku nowe pomieszczenia.
7 września 1996 odbyły się uroczystości nadania szkole imienia Józefa Piłsudskiego. Odtąd placówka nosi nazwę Szkoła Podstawowa nr 3 im. Józefa Piłsudskiego w Przeworsku.

## Znani absolwenci
- o. Ryszard Dec OSPPE, paulin, podprzeor klasztoru w Krakowie na Skałce
- o. Grzegorz Sroka OFMConv., propagator ziołolecznictwa
- Tadeusz Kojder